# Liu Ba
En aquest nom xinès, el cognom és Liu.
Liu Ba (186-222 EC), nom estilitzat Zichu (子初), va ser un ministre servint sota el senyor de la guerra Liu Zhang durant el període de la tardana Dinastia Han Oriental de la història xinesa. Gràcies a la seva profunda lleialtat cap a Liu Zhang, ell no es va reunir a Liu Bei quan aquest es va apoderar de la província de Yi. Això no obstant, Liu Ba va acabar més tard unint-se a Liu Bei després de visitar-lo en persona. El servei de Liu Ba sota Shu Han seguiria amb la Campanya del Nord de Zhuge Liang.